# Eclipsa de Soare din 25 noiembrie 2011

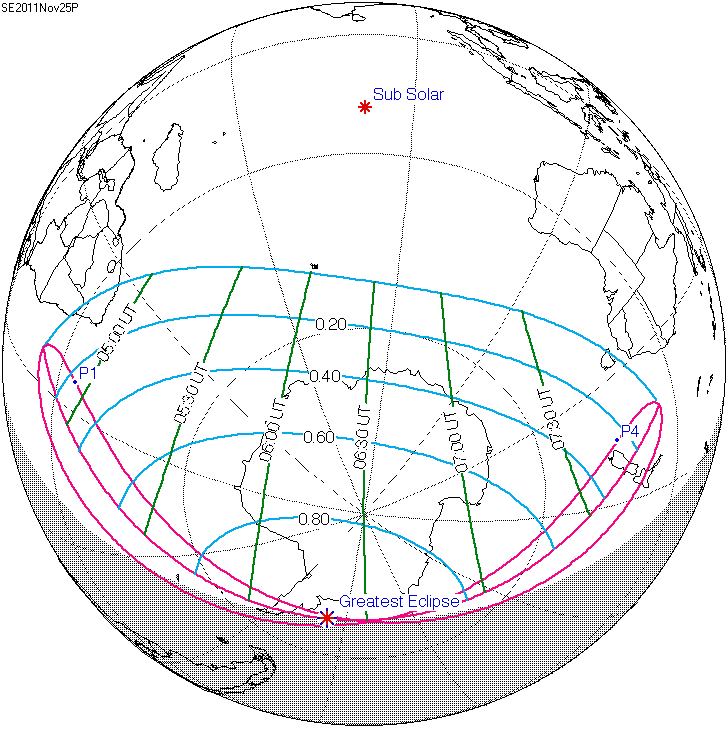
Harta eclipsei generale

O eclipsă de soare parțială a avut loc în primele ore ale datei de 25 noiembrie 2011. Este vorba despre ultima dintre cele patru eclipse parțiale de Soare din 2011, și a VIII-a din secolul al XXI-lea.
S-a produs acum 13 ani, 123 zile.

## Zonă de vizibilitate

Harta animată a eclipsei din 25 noiembrie.

Eclipsa „a măturat” întreaga Antarctică. Maximul s-a produs în largul coastelor peninsulei Antarcticii occidentale cu o eclipsă parțială de peste 90%. Era chiar atunci când Soarele de la miezul nopții se afla la orizont.
Extremul sud al Africii a avut parte de o eclipsă parțială infimă în dimineața locală, cât și Tasmania în seara locală. Eclipsa a trecut în Noua Zeelandă la apusul Soarelui.

### Harta oferită de NASA
- en  Harta eclipsei generale și informații despre clipsă Eclipse Predictions by Fred Espenak, NASA/GSFC

### Video
- Partial Solar Eclipse 25 Nov 2011
- Partial Solar Eclipse Event for Nov. 25 2011
- Solar Eclipse Nov 25, 2011 + Ring of Fire 20 mai 2012